# RS-01 (Redstone)
RS-XH
RS-01, aussi désigné par son nom de code RS-XH, est le premier missile américain PGM-11 Redstone, ainsi que le premier de la famille de fusée Redstone. Il est lancé le 20 août 1953 au Cape Canaveral Launch Complex 4 (en), à Cape Canaveral, en Floride.
Il en résulte un échec, à la suite des dysfonctionnements de certains systèmes.

## Histoire
Le missile Redstone commença sa construction vers l'automne 1952. Le missile débarque à la Patrick Space Force Base se situant au sud de Cape Canaveral, le 28 juillet 1953, peu après minuit. Environ six heures et demie plus tard, il est ensuite déplacé temporairement au bâtiment d’assemblage de Cape Canaveral. Les vérifications préalables au lancement débutent le 30 juillet.
À l'occasion du lancement, Wernher von Braun, concepteur du Redstone, se rend à Cap Canaveral en mi-août 1953 pour le lancement du RS-01 Le 20 août, 10 h 37 HAE (14 h 37 GMT), le missile décolle sur le pas de tir Cape Canaveral Launch Complex 4 (en). À environ 80 secondes après le décollage, le système de contrôle LEV-3 subit un dysfonctionnement, suivi de la centrale électrique. La coupure du missile est ordonnée au sol. Le test est un échec. La fusée atteint une altitude de 6 kilomètres, et manque sa cible de 240 kilomètres.

## Numéro de série chiffré
Les fusées Redstone possèdent une séquence de fabrication peinte sur leur fuselage, et a été considérée comme un secret militaire. Ainsi, la désignation peinte sur la façade des fusées n'était pas un numéro de série, mais employait un simple chiffrement de transformation que le personnel serait sûr de ne pas oublier. La clé a été tirée du nom de la base de conception et de test: Huntsville, Alabama, donnant HUNTSVILE, avec la lettre double L supprimée :
```
H -> 1 / U -> 2 / N -> 3 / T -> 4 / S -> 5 / V -> 6 / I -> 7 / L -> 8 / E -> 9 / X -> O

```

La lettre X est rajoutée au codage, représentant le 0.
RS et CC peut être aussi figuré sur le nom de la fusée : RS signifie que la fusée est de construction de l’Arsenal De Redstone, CC signifie de construction de Chrysler Corporation.

## Galerie

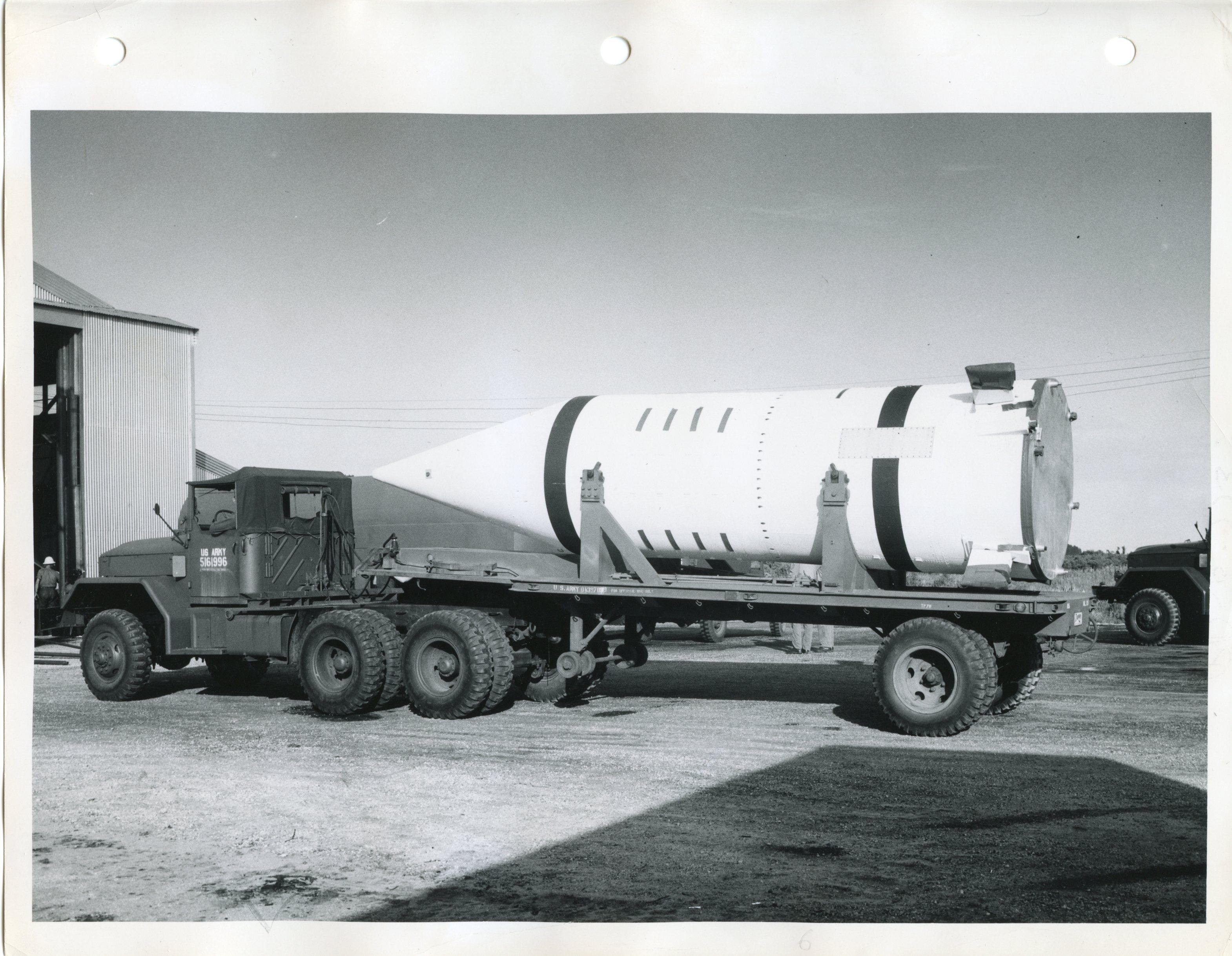
Tête nucléaire du PGM-11 Redstone RS-01.
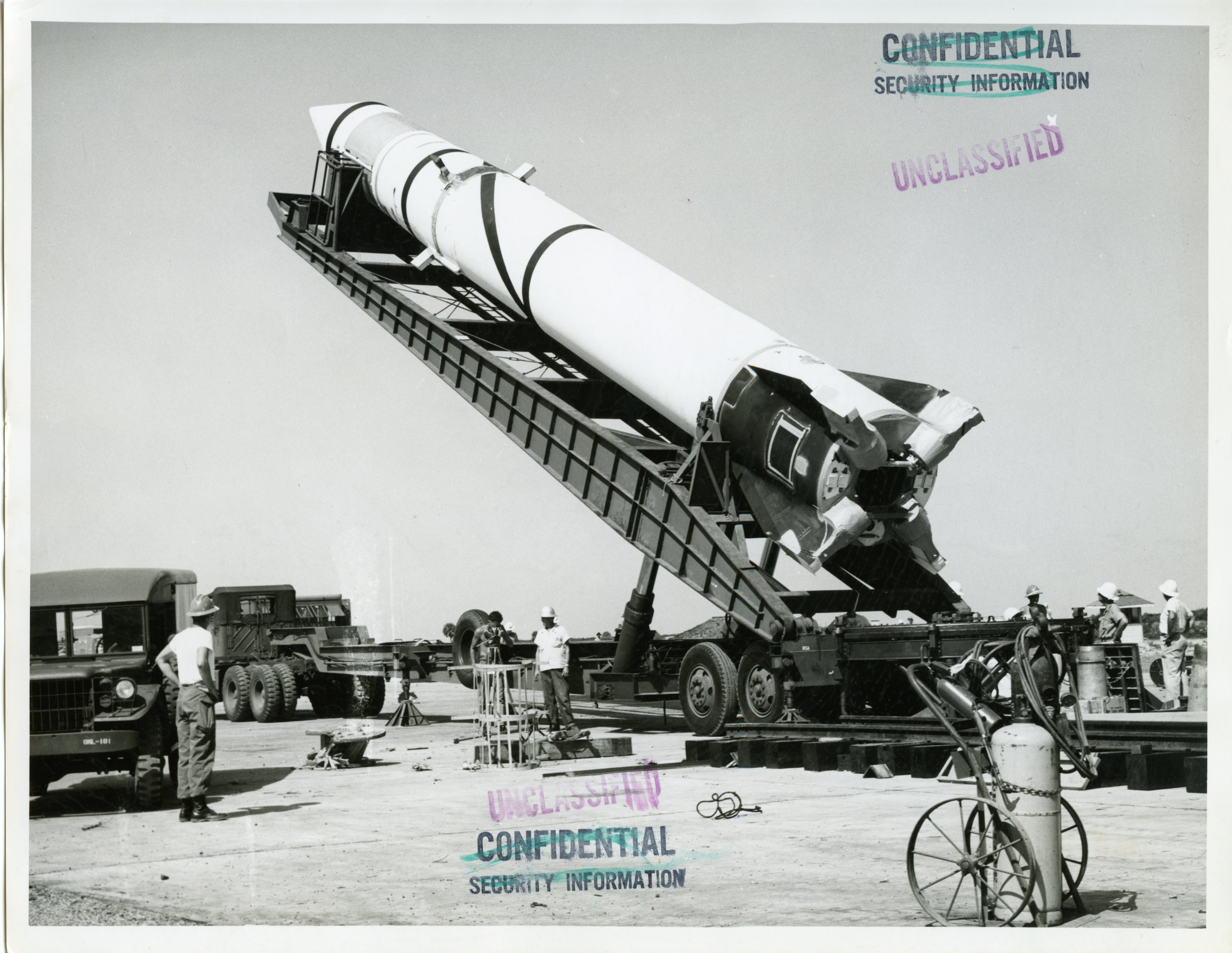
Erection du PGM-11 Redstone RS-01.
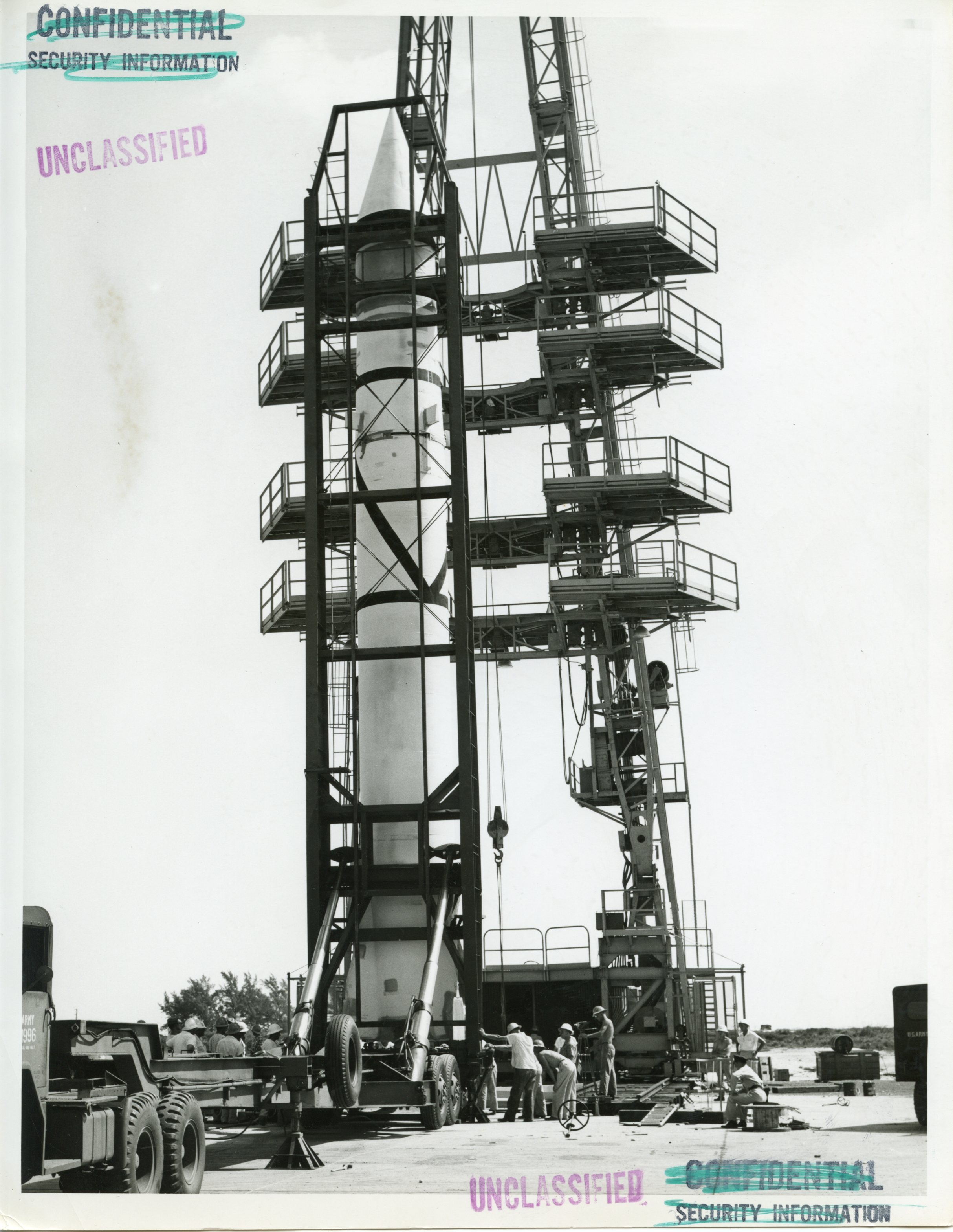
PGM-11 Redstone RS-01 dans son "gantry".
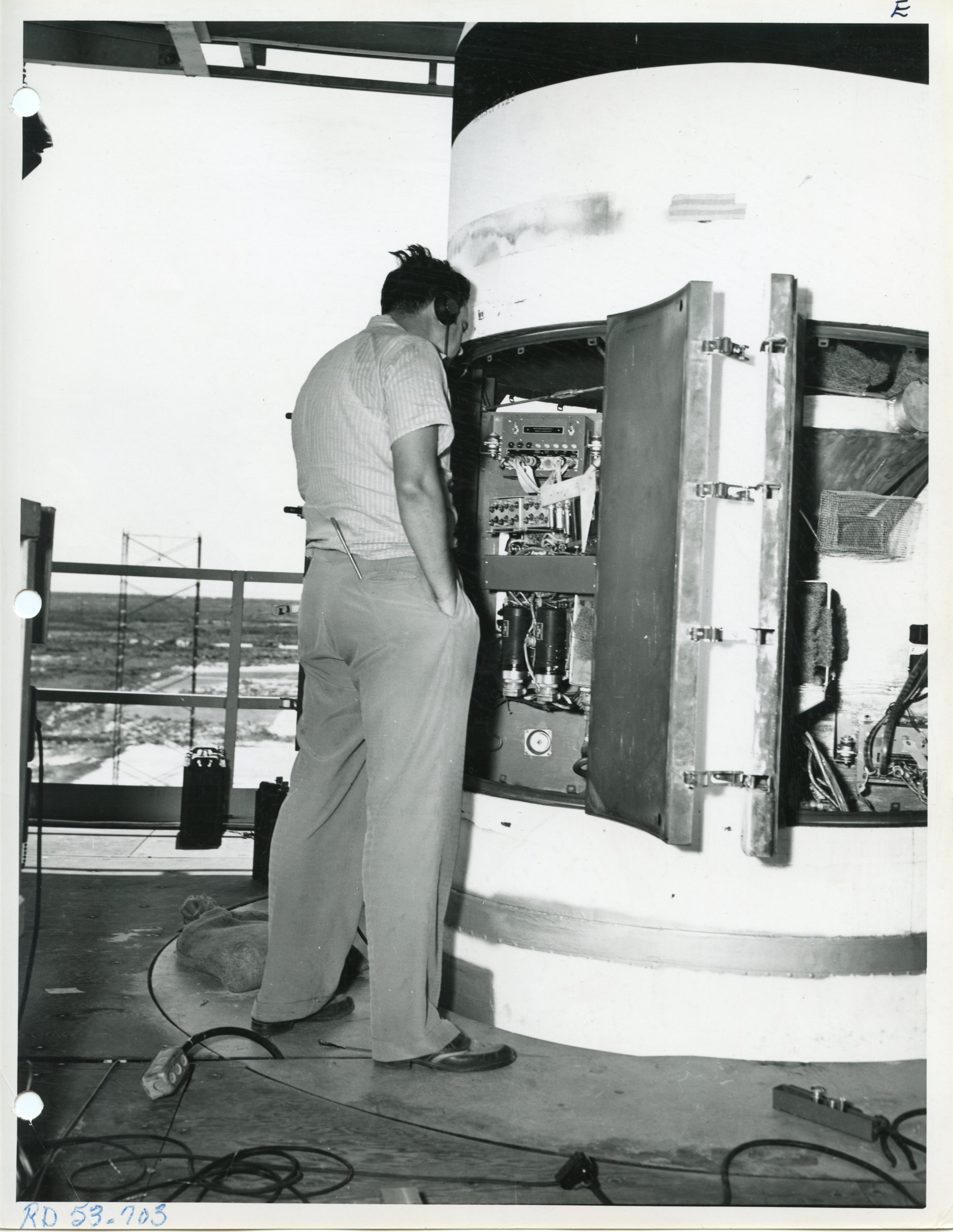
Ingénieur inspectant le PGM-11 Redstone RS-01.
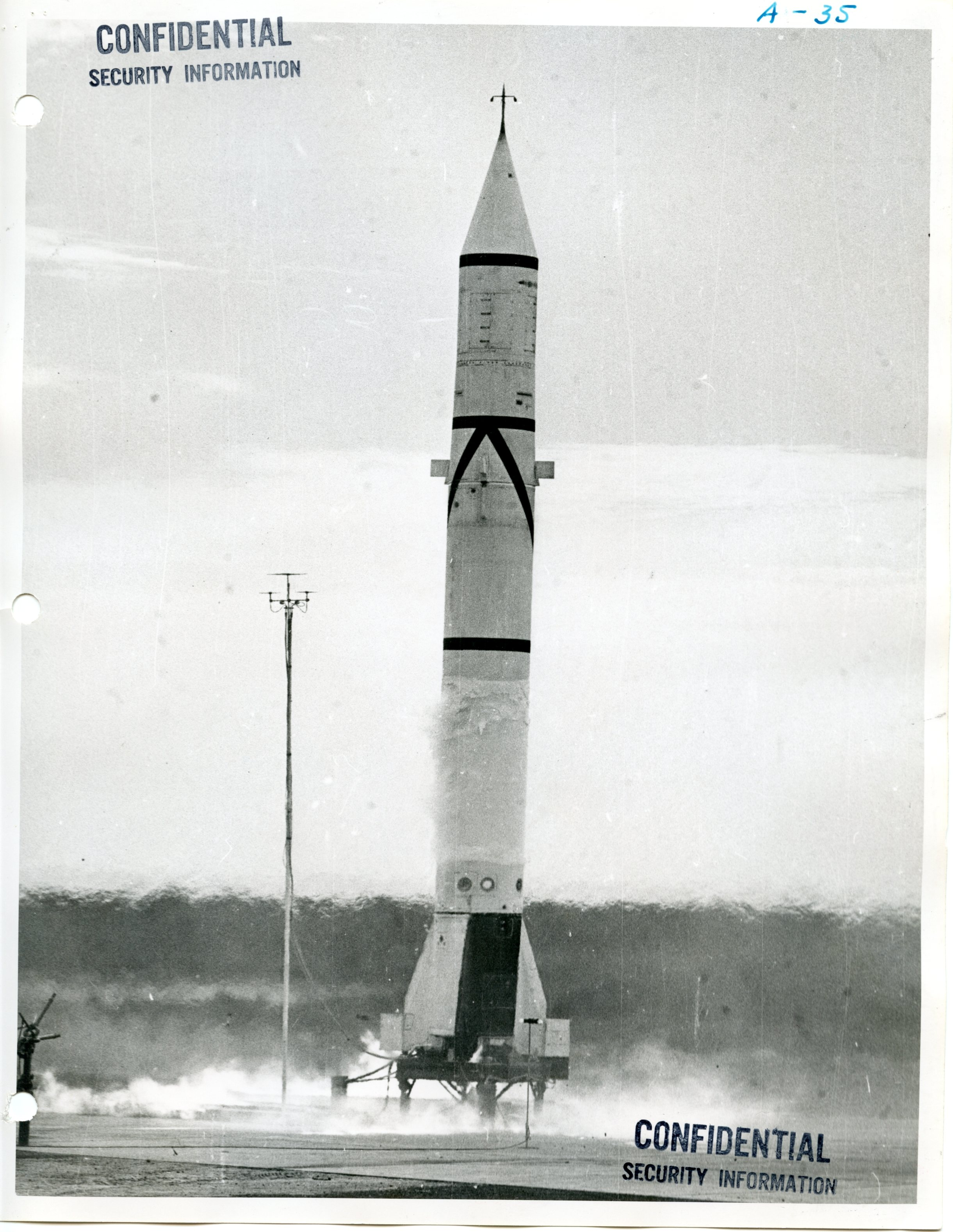
Décollage du PGM-11 Redstone RS-01.
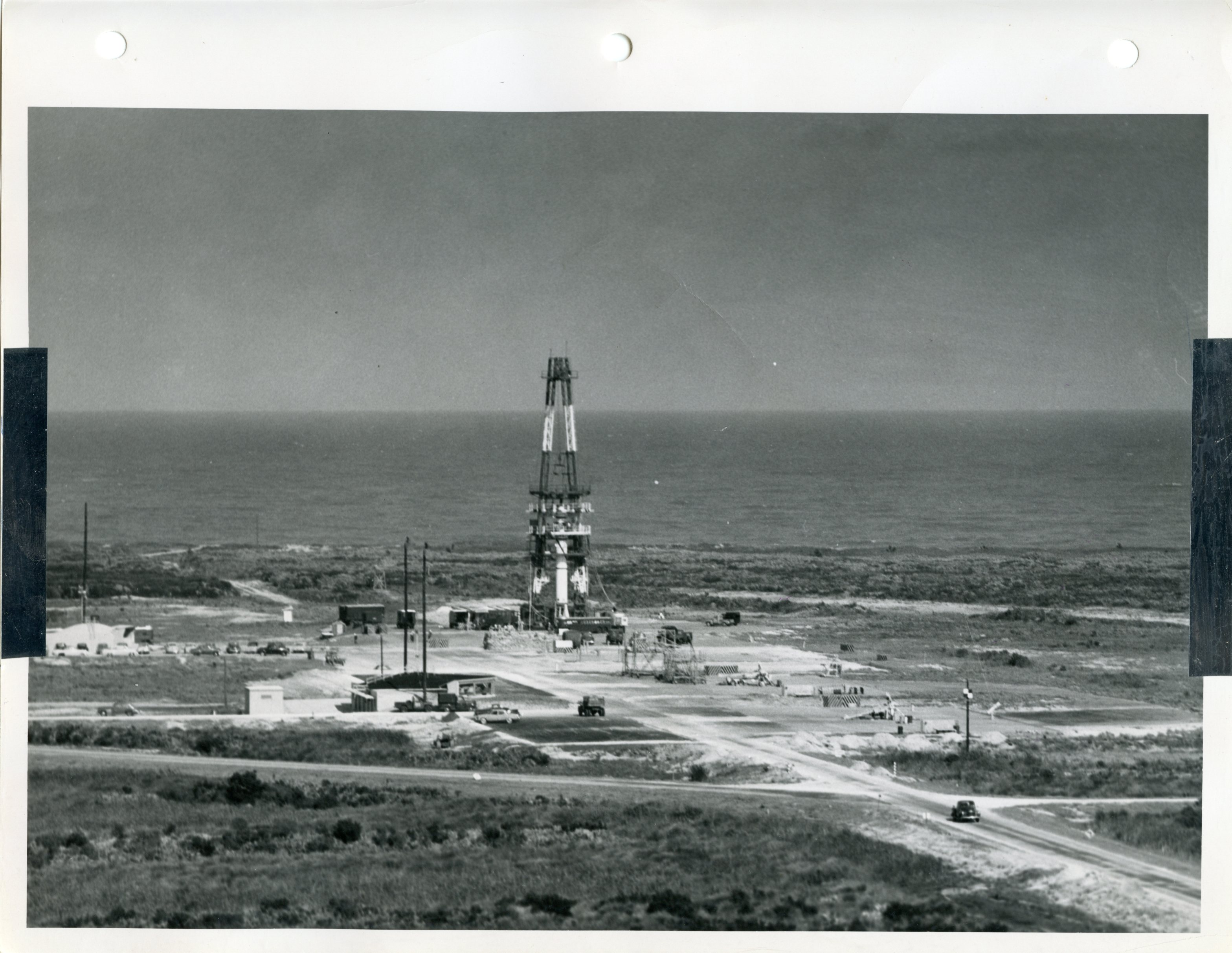
PGM-11 Redstone RS-01, vu de loin.
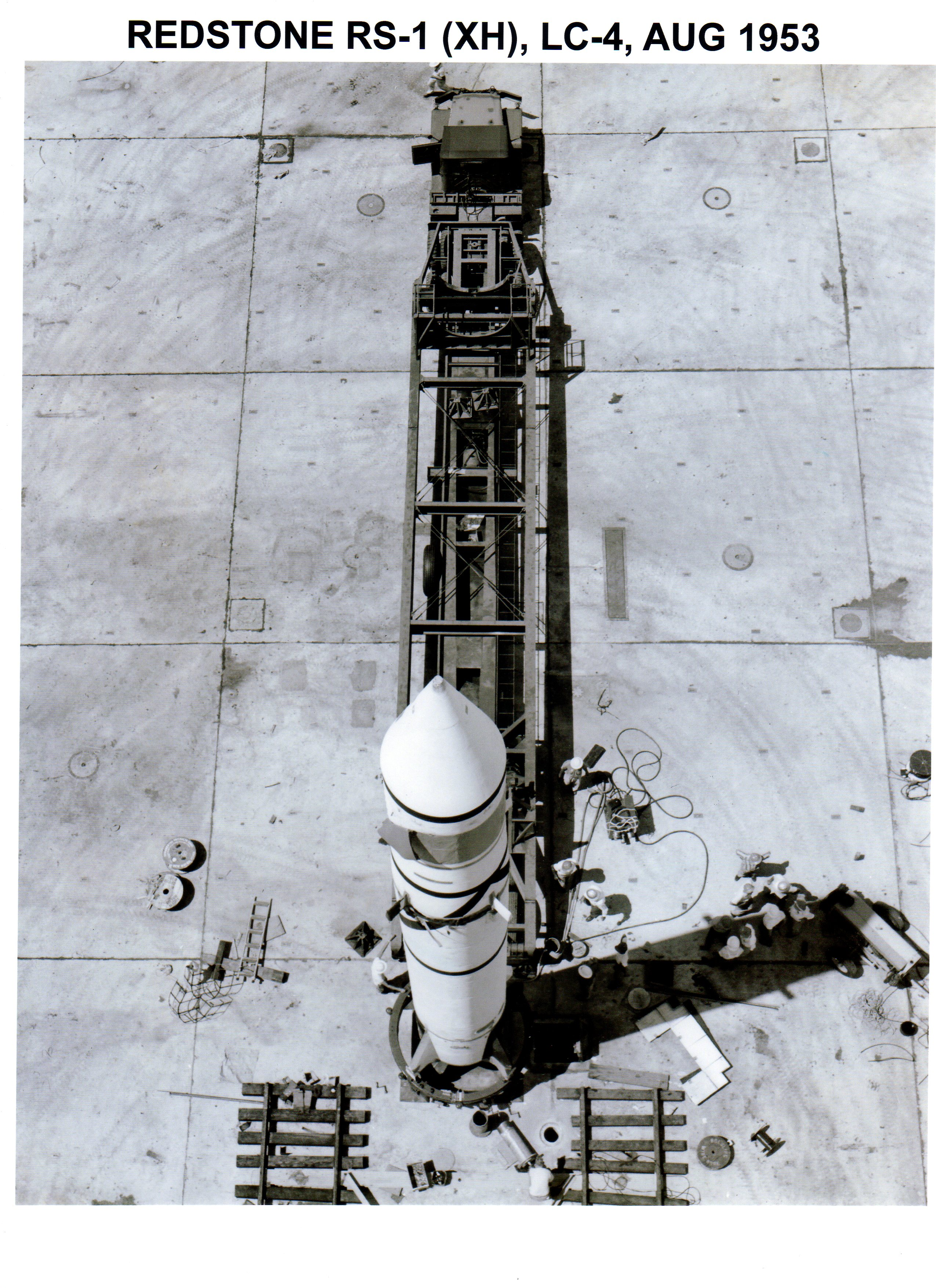
PGM-11 RS-01 vu de dessus.